# Phalangogonia hawksi
Phalangogonia hawksi är en skalbaggsart som beskrevs av Smith 2003. Phalangogonia hawksi ingår i släktet Phalangogonia och familjen Rutelidae. Inga underarter finns listade i Catalogue of Life.